# DJ Jeezy

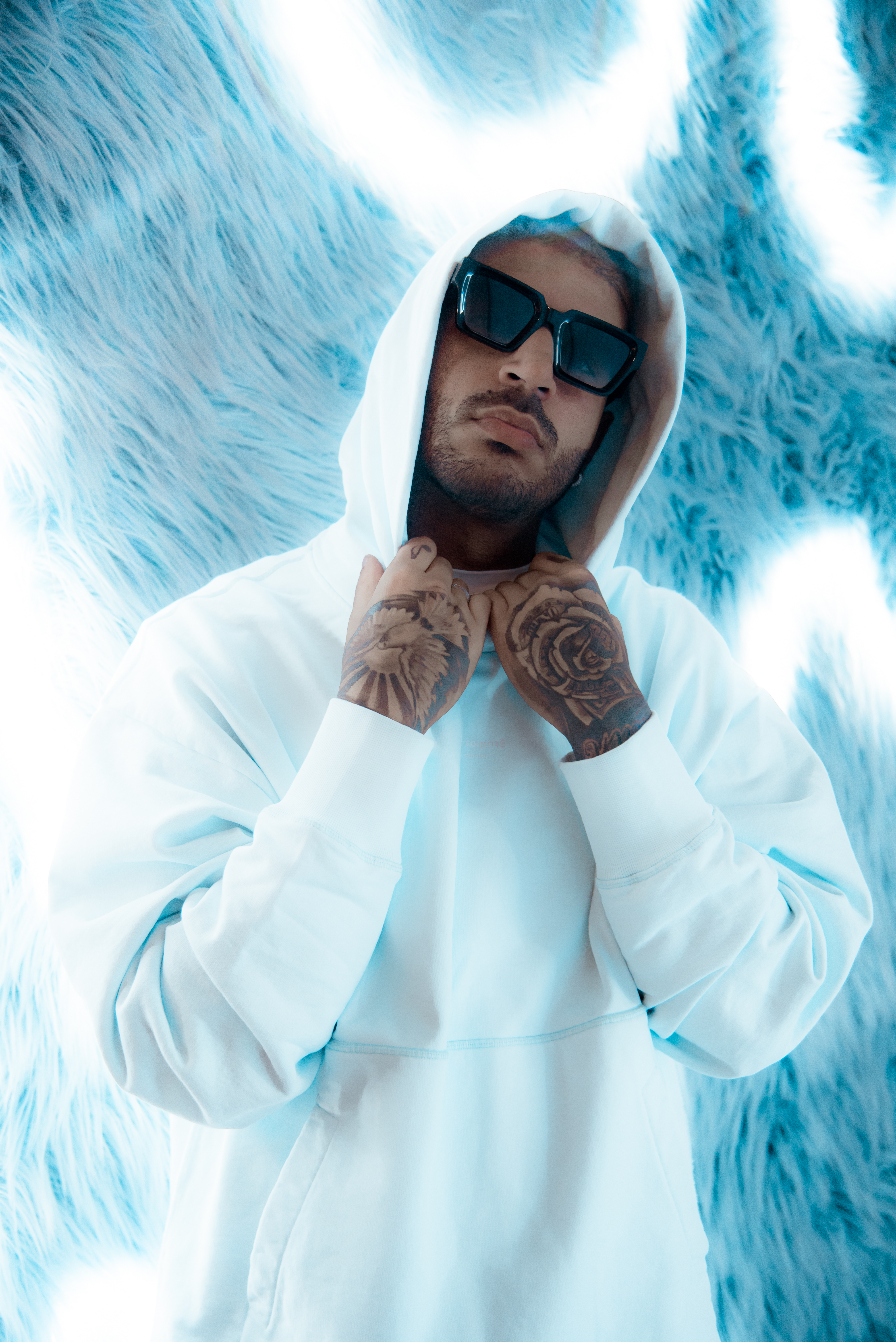
DJ Jeezy (2020)

DJ Jeezy (vormals DJ Yeezy, bürgerlich Pouya Yari) ist ein deutscher Hip-Hop-DJ und Musikproduzent aus Köln. In den 2010er Jahren machte er sich international als DJ einen Namen. 2021 hatte er einen Charterfolg mit dem Rapsong Birkin Bag mit den Rappern Luciano, Reezy und Kalim.

## Biografie
Bereits mit 18 Jahren war Pouya Yari unter dem Namen DJ Yeezy ein bekannter DJ in seiner Heimatstadt Köln. Er knüpfte Verbindungen zu internationalen Stars und holte sie nach Deutschland und wurde umgekehrt ins Ausland eingeladen. Er war Resident DJ im Kölner Szeneclub Nachtflug und trat in Europa, den USA und im Gotha Club in Dubai auf. Für Chris Brown, Leona Lewis, Sean Paul und andere wurde er für das Programm der Europatourneen gebucht. Beim Berliner Sender JAM FM hatte er eine eigene DJ-Show mit dem Namen Selected Jams.
2018 heiratete er die Kölner Influencerin Farina Opoku („Novalanalove“), im August 2022 wurde ihre Tochter geboren. Im November 2022 trennte sich Opoku von ihrem Ehemann.
Er ist auch als Musikproduzent aktiv. Insbesondere durch den befreundeten Rapper Luciano stieg er in die Deutschrap-Szene ein. Er unterschrieb 2020 bei Epic Records (Sony). Die Schreibweise seines Namens änderte er von Yeezy in Jeezy. Anfang 2021 veröffentlichte er die Single Birkin Bag mit Luciano, Reezy und Kalim, die ihn in den deutschsprachigen Ländern in die Charts brachte.
Am 30. Mai 2017 wurde am Amtsgericht Köln ein unternehmerisches Insolvenzverfahren gegen ihn eröffnet (Az.:75 IN 132/17). Am 2. April 2019 zeigte der Insolvenzverwalter an, dass Masseunzulänglichkeit vorliegt (§§ 208 bis 210 InsO). Nach der Anzeige des Insolvenzverwalters betrugen die Forderungen der Insolvenzgläubiger im Range des § 38 InsO 117.841,37 EUR. Für die Verteilung an die Gläubiger stand ein Betrag von 23.973,86 EUR zur Verfügung. Am 15. November 2023 wurde ihm die Restschuldbefreiung gem. § 300 Abs. 1 Satz 1 InsO a.F. erteilt.

## Diskografie

### Singles
| Jahr | Titel Album    | Höchstplatzierung, Gesamtwochen, AuszeichnungChartplatzierungen (Jahr, Titel, Album, Platzierungen, Wochen, Auszeichnungen, Anmerkungen) | Höchstplatzierung, Gesamtwochen, AuszeichnungChartplatzierungen (Jahr, Titel, Album, Platzierungen, Wochen, Auszeichnungen, Anmerkungen) | Höchstplatzierung, Gesamtwochen, AuszeichnungChartplatzierungen (Jahr, Titel, Album, Platzierungen, Wochen, Auszeichnungen, Anmerkungen) | Anmerkungen                                                           |
| Jahr | Titel Album    | DE | AT | CH | Anmerkungen                                                           |
| ---- | -------------- | --- | --- | --- | --------------------------------------------------------------------- |
| 2021 | Birkin Bag –   | DE31 (1 Wo.)DE | AT50 (1 Wo.)AT | CH79 (1 Wo.)CH | Erstveröffentlichung: 14. Januar 2021 feat. Luciano, Reezy & Kalim    |
| 2021 | OK –           | DE34 (1 Wo.)DE | AT56 (1 Wo.)AT | CH79 (1 Wo.)CH | Erstveröffentlichung: 16. April 2021 feat. Summer Cem, Jay1 & Nimo    |
| 2021 | Ice Cream –    | DE77 (1 Wo.)DE | — | — | Erstveröffentlichung: 9. Juli 2021 feat. Fourty & Gentleman           |
| 2022 | Andale –       | DE26 (2 Wo.)DE | AT59 (1 Wo.)AT | CH82 (1 Wo.)CH | Erstveröffentlichung: 14. Januar 2022 feat. Badmómzjay, Bausa & Kalim |
| 2022 | Weekend –      | — | — | — | Erstveröffentlichung: 24. Juni 2022 feat. Faroon, Billa Joe & OGT     |
| 2023 | Pay per View – | DE72 (1 Wo.)DE | — | — | Erstveröffentlichung: 1. September 2023 feat. Luciano, Murda & K-Trap |
| 2023 | Red Dot –      | DE81 (1 Wo.)DE | — | — | Erstveröffentlichung: 8. Dezember 2023 feat. Shindy & AJ Tracey       |

### Remixe
- 2022: Itachi Flow (Reezy)
- 2022: SUVs (Luciano)
- 2023: Shoot (Reezy)